# Ходаковский, Игорь Львович
Игорь Львович Ходаковский (1941—2012) — российский учёный в области термодинамики геохимических процессов, доктор химических наук (1975), профессор (1983), зав. лабораторией Института геохимии и аналитической химии им. В. И. Вернадского, лауреат премии им. А. П. Виноградова 2005 г.
Родился 4 апреля 1941 в Москве в семье служащих.
С 1963 года после окончания геологического факультета МГУ им. М. В. Ломоносова работал в Институте геохимии и аналитической химии им. В. И. Вернадского АН СССР (РАН).
В 1977 году организовал лабораторию термодинамики природных процессов, которой заведовал до 1988 года, а потом работал там же в должности главного научного сотрудника.
В 1973—1976 годах читал курс «Термодинамика природных процессов» на кафедре геохимии геологического факультета МГУ им. М. В. Ломоносова.
С 1994 г. по совместительству работал в Международном университете природы, общества и человека «Дубна», заведовал кафедрой химии (1995).
Кандидат (1969), доктор (1975) химических наук, профессор (1983). Докторская диссертация:
- Исследования в области термодинамики водных растворов при высоких температурах и давлениях : диссертация ... доктора химических наук : 04.00.02. - Москва, 1975. - 273 с. : ил.

Научные интересы: химическая термодинамика, математическое моделирование природных процессов, сравнительная планетология и геохимия нообиосферы.
Соавтор «Справочника термодинамических величин» (Атомиздат, 1971), переведённого на английский язык и изданного в США (1974):
- Справочник термодинамических величин [Текст] : (Для геологов) / Г. Б. Наумов, Б. Н. Рыженко, И. Л. Ходаковский; Под ред. чл.-кор. АН СССР А. И. Тугаринова ; [Предисл. А. И. Тугаринова и др.]. - Москва : Атомиздат, 1971. - 239 с.; 27 см.

Принимал участие в издании справочника АН СССР «Термические константы веществ» в 10 томах (1968—1981).
Лауреат премии им. А. П. Виноградова 2005 г. за серию работ «Термодинамика геохимических процессов».
Награждён орденом «Знак Почёта» и медалью «Ветеран труда».
Скоропостижно умер 30 июля 2012 года.